# Нинко Стефанов
Нинко Стефанов Вияшки е български политик от партията БКП и участник в комунистическото съпротивително движение по време на Втората световна война.

## Биография

### Произход и работа
Нинко Стефанов е роден на 27 юни 1911 г. във видинското село (днес град) Грамада. През 1930 г. става член на РМС, а четири по-късно и на БКП. От 1933 г. е секретар на районния, а после и на Окръжния комитет на РМС. От 1935 година е член на ЦК на БКМС. През 1939 г. завършва в Москва Международната ленинска партийна школа. Член е на ЦК на РМС в периодите 1939 – 1941 и 1943 – 1944 г.

### Участие в Съпротивата
През 1941 г. е арестуван и пратен в лагера Кръсто поле, откъдето избягва през 1943 г. На следващата година става политкомисар на Първа софийска народоосвободителна бригада.

### Политическа кариера
След 9 септември 1944 г. е на работа в партийния и държавен апарат – секретар е на ЦК на РМС. След това първи секретар на Окръжния комитет на БКП във Видин (1950), а впоследствие и на този във Враца (1951 – 1959). Участва активно в Кулските събития през март 1951 година, когато е освиркван от жителите на родното си село, решили да напуснат масово създаденото от режима Трудово кооперативно земеделско стопанство.
От 1954 до 1990 г. е в ЦК на БКП. Между 1959 и 1962 г. е председател на Комисията за държавен контрол, председател на Комисията за партиен и държавен контрол (1965 – 1971), министър без ресор (1971 – 1976), заместник-председател на Народно събрание (1976 – 1986). Член е на Националния съвет на ОФ (1967 – 1998). Носител на четири ордена „Георги Димитров“ и почетното звание „Герой на социалистическия труд“.
Умира на 17 юни 1996 г. в град София, България.